# Processo al solfito
Il processo al solfito è un processo per estrarre chimicamente la cellulosa dal legno. Rispetto al processo Kraft che si svolge in ambiente fortemente alcalino, il processo al solfito è caratterizzato da maggiore flessibilità. Il processo al solfito viene condotto a pH variabile e consente la produzione di molti tipi di pasta adatti ad un vasto spettro di applicazioni.

Il liscivio di cottura del legno è costituito da una soluzione acquosa di anidride solforosa (SO2) al 4-7%, a cui viene aggiunta una base, come l'idrossido di sodio (NaOH), l'idrossido di magnesio (Mg(OH)2), l'idrossido di calcio (Ca(OH)2). In tal modo il pH del liscivio può essere variato da 1 a 13; si opera sotto pressione tra 125 e 180 °C, per tempi di cottura variabili tra 1 e 7 ore.

Per quanto riguarda la scelta della base, occorre tenere presente che il Ca(OH)2 è caratterizzato da basso costo ma dà solfiti meno solubili delle altre basi; NH4OH e Mg(OH)2 danno solfiti più solubili, penetrano meglio nel tessuto legnoso, danno meno problemi di incrostazioni nel processo di recupero del liscivio; il bisolfito di sodio (NaHSO3) e il bisolfito di ammonio (NH4HSO3)  sono i bisolfiti più solubili. Il processo più diffuso è quello che opera con NaHSO3, dove è fatto variare il pH iniettando nel liscivio nei vari stadi del processo: pH = 4 in fase di impregnazione, pH = 2 in cottura e pH = 8-10 a fine cottura.

## Meccanismo in ambiente acido
Lo stadio iniziale è la protonazione dell'ossigeno di uno dei legame eterei della lignina, seguito da rottura del legame O-Ar e formazione di un carbocatione arilico. Il carbocatione reagisce con SO2, che in questo caso si comporta da nucleofilo debole ossidandosi a gruppo solfonico.
L'espulsione del gruppo ArO- al carbonio α comporta una diminuzione del grado di reticolazione della lignina e del suo peso molecolare. La diminuzione del grado di reticolazione e la presenza del gruppo idrofilo -SO3H rendono la lignina solubile in acqua.

A basso pH possono avvenire reazioni di ricondensazione ad opera dei frammenti nucleofili di lignina. A ciò si può ovviare aggiungendo una base per alzare il pH.

A pH circa 4 le reazioni di condensazione vengono inibite per la maggior parte. La reazione decorre con maggior selettività, ma più lentamente.

In ambiente acido avviene anche l'idrolisi del legame glicosidico nella cellulosa. Tuttavia l'energia di attivazione della reazione di solfonazione è minore dell'energia di attivazione dell'idrolisi dei carboidrati. La maggiore velocità della reazione di solfonazione consente di ottenere la delignificazione senza degradare criticamente la cellulosa. In realtà la pasta al solfito è più debole meccanicamente della pasta ottenuta mediante il processo Kraft, ma è migliore per fare carta di alta qualità.

## Meccanismo in ambiente neutro o alcalino
Gli anelli aromatici reattivi sono solo quelli aventi gruppi fenolici. 
Occorre osservare che sia nel processo al solfito sia nel processo Kraft si può avere diminuzione del grado di reticolazione, e quindi del peso molecolare, della lignina per idrolisi dei legami eterei in β, oltre che in α. Tuttavia, nel processo al solfito a pH neutro, la rottura del legame C-O-Ar al carbonio in β avviene solo se Ar ha un gruppo fenolico. 

Le paste ottenute nel processo al solfito a pH neutro hanno un residuo di lignina insolubile elevato, in quanto i legami eterei idrolizzabili a pH neutri sono minori.

### Processo al bisolfito acido (pH = 1.2-1.8)
Si svolge in presenza di eccesso di H2SO3 o SO2 libera e di ioni HSO3- in modo che il rapporto H2SO3/NaHSO3 sia maggiore di 4. Il decorso della reazione e la natura del prodotto finale dipendono dal tipo di base aggiunta per ottenere il bisolfito: Mg(OH)2 dà le migliori rese, Ca(OH)2 da bisolfito che precipita; NaOH e NH4OH danno paste di maggior tenacità. 

Prima della cottura si effettua l'impregnazione dei tondelli affinché il liquido di cottura penetri nella struttura del legno mantenendo un rapporto liquido/tondelli > 4, per diverse ore a 125-150 °C. Quindi si elimina una parte del liquido per diminuire il rapporto a circa 3 e si riscalda lentamente per 2-5 ore, in quanto SO2 penetra più rapidamente di HSO3- a causa della pressione di vapore più elevata. 

Se la T di cottura è raggiunta prima che la composizione del liquido all'interno sia uguale a quella del liquido all'esterno, l'eccessiva acidità favorisce reazioni di autocondensazione della lignina. Al termine della cottura si fa evaporare SO2 diminuendo la pressione, per il recupero di SO2 destinata ad una nuova cottura. Il tempo tra una fase di cottura e la successiva è di circa 8-12 ore.

### Processo al bisolfito (pH = 3.5-5.5)
Come base si usa Mg(OH)2, poiché il recupero dei reagenti è più facile e meno costoso. Si opera ad un pH maggiore, che comporta una diminuzione di velocità e quindi il dover operare a T più alte: in questo caso la velocità è maggiore che nel processo a pH inferiore; pertanto il tempo di cottura si riduce a 1-3 ore. 

A causa della minore acidità del processo si ha che le reazioni di autocondensazione sono meno favorite e quindi anche il tempo di impregnazione è ridotto; si può osservare dai calcoli che la concentrazione di H2SO3 diminuisce al variare del pH. Quindi, a pH = 4.4, l'effetto della maggior penetrazione di SO2 è diminuito, poiché la concentrazione di SO2 è piccola e quindi si può raggiungere la T di lavoro più rapidamente. Il risultato globale è la forte diminuzione del tempo che intercorre tra una cottura e la successiva (6-8 ore), a vantaggio della produttività dell'impianto, a parità di volume.
 
Le paste ottenute con questo processo sono più brillanti, forti e più adatte alla fabbricazione di carta, anche se contengono una quantità maggiore di emicellulose, in quanto l'idrolisi dei carboidrati avviene a velocità minori. Anche la lignina residua è maggiore e ciò comporta che la pasta necessita di più reagenti nella fase di sbianca.

### Processo al bisolfito neutro (pH = 7.0)
È un processo penalizzato dal basso grado di delignificazione ottenibile. La pasta ottenuta si usa per la fabbricazione di cartone e carta di giornali; viene definita semichimica poiché alla fase di cottura segue una fase meccanica di sfibramento, con uno sforzo meccanico minore rispetto a processi totalmente meccanici.

### Processo al solfito alcalino (pH > 9.0)
Non è molto usato perché richiede un maggior consumo di reagenti, maggior tempo di cottura e produce pasta con contenuto residuo di lignina maggiore. Si preferisce usare il processo Kraft, che opera allo stesso pH.

### Processo al solfito a più stadi
Processo Stora, con una 1ª fase di impregnazione a pH 6-8, seguita da una 2ª fase di rimozione di parte del liscivio, regolazione del pH e cottura, a pH = 1.5.
Processo Scivola: 1ª fase pH = 3-4, 2ª fase pH = 7-10.

## Impianto per il processo al solfito
L'anidride solforosa viene prodotta nei bruciatori per combustione di zolfo; il liquido di cottura viene preparato in torri caricando la base dall'alto insieme a H2O e in controcorrente SO2. Il liscivio prodotto viene raccolto in un serbatoio e preriscaldato; quindi si invia il liscivio caldo al bollitore, che riceve i tondelli di legno dall'alto. Dopo la cottura si inietta acqua nel reattore dal basso, per spostare il liscivio esausto che esce dall'alto del reattore. 

La pasta procede all'assorbitore, per separare meccanicamente parti legnose parzialmente cotte. Il resto dell'impianto è dedicato alla sbianca delle paste con ipoclorito, allo scopo di ossidare le parti di lignina residue. Alla fine vi è la filtrazione e l'essiccazione delle paste, fino ad un contenuto di acqua pari a 8%.